# 157456 Pivatte
157456 Pivatte este un asteroid din centura principală de asteroizi.

## Descriere
157456 Pivatte este un asteroid din centura principală de asteroizi. A fost descoperit pe 17 noiembrie 2004 la Nogales de Michel Ory. Asteroidul prezintă o orbită caracterizată de o semiaxă mare de 2,91 ua, o excentricitate de 0,08 și o înclinație de 1,0° în raport cu ecliptica.